# Theope sisemina
Theope sisemina är en fjärilsart som beskrevs av Adalbert Seitz 1920. Theope sisemina ingår i släktet Theope och familjen Riodinidae. Inga underarter finns listade i Catalogue of Life.